# زرع الأشجار

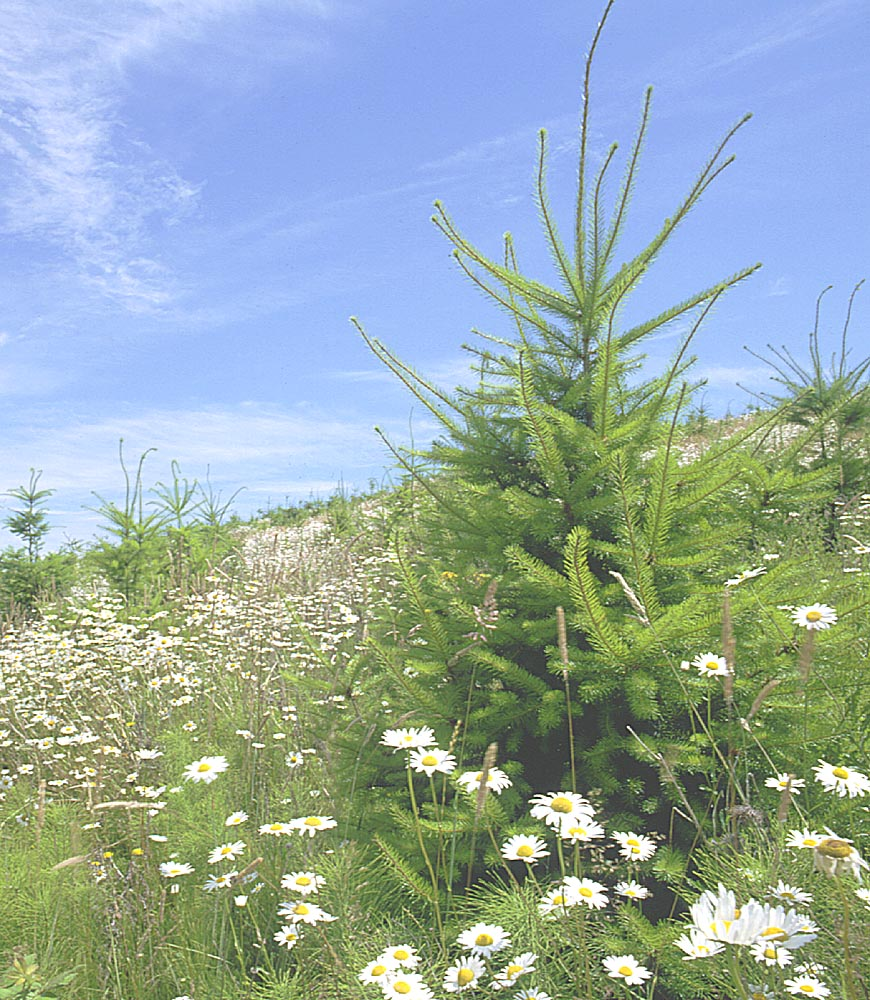
ارض اعادة غابة من 15 سنة

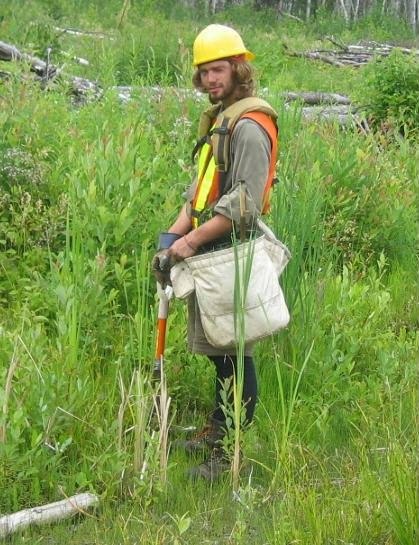
زارع أشجار من شمال أونتاريو

زراعة شتلات الأشجار هي عملية غرس الأشجار الجديدة لاستصلاح الأرض أو تأسيس غابة أو منظر طبيعي.
اهمية زرع الأشجار:
الأشجار تساعد في مسك التربة ومنع التصحر وايضا تعطينا غاز الأوكسجين الذي نستنشقه ولا يمكن العيش بدونه